# DEAC Gladiators 2023
Questa voce raccoglie le informazioni riguardanti i DEAC Gladiators nelle competizioni ufficiali della stagione 2023.

## Divízió I 2023

### Stagione regolare
| Nyírábrány 9 aprile 2023, ore 14:00 2ª giornata | DEAC Gladiators | 0 – 20 | Budapest Wolves 2 | Nyírábrányi futball-és teniszpálya |

| Levelek 29 aprile 2023, ore 15:00 5ª giornata | Levelek Spartans | 42 – 12 | DEAC Gladiators | Leveleki Futballpálya |

| Budapest 14 maggio 2023 7ª giornata | Budapest Cowbells 2 | 0 – 14 | DEAC Gladiators | Tichy Lajos Sportcentrum |

| Debrecen 28 maggio 2023, ore 16:00 9ª giornata | DEAC Gladiators | 7 – 30 | Dabas Sparks | DEAC sportpályá |

| Alattyán 11 giugno 2023, ore 15:00 11ª giornata | Jászberény Wolverines | 12 – 20 | DEAC Gladiators | Alattyáni Sportpálya |

### Playoff
| Nyúl 2 luglio 2023, ore 14:00 Wild Card | Győr Sharks | 28 – 6 | DEAC Gladiators | Nyúli Sportpálya |

## Statistiche di squadra
| Competizione      | %Vittorie | In casa | In casa | In casa | In casa | In casa | In casa | In trasferta | In trasferta | In trasferta | In trasferta | In trasferta | In trasferta | Totale | Totale | Totale | Totale | Totale | Totale |
| Competizione      | %Vittorie | G       | V       | N       | P       | Pf      | Ps      | G            | V            | N            | P            | Pf           | Ps           | G      | V      | N      | P      | Pf     | Ps     |
| ----------------- | --------- | ------- | ------- | ------- | ------- | ------- | ------- | ------------ | ------------ | ------------ | ------------ | ------------ | ------------ | ------ | ------ | ------ | ------ | ------ | ------ |
| Stagione regolare | .400      | 2       | 0       | 0       | 2       | 7       | 50      | 3            | 2            | 0            | 1            | 46           | 54           | 5      | 2      | 0      | 3      | 53     | 104    |
| Playoff           | .000      | 0       | 0       | 0       | 0       | 0       | 0       | 1            | 0            | 0            | 1            | 6            | 28           | 1      | 0      | 0      | 1      | 6      | 28     |
| Totale            | .333      | 2       | 0       | 0       | 2       | 7       | 50      | 4            | 2            | 0            | 2            | 52           | 82           | 6      | 2      | 0      | 4      | 59     | 132    |